# Lesnítxestvo
Lesnítxestvo - Лесничество (rus) és un possiólok del krai de Krasnodar, a Rússia. És a 12 km al sud-oest de Novopokróvskaia i a 154 km al nord-est de Krasnodar.
Pertany a l'stanitsa de Novopokróvskaia.